# آونای
آونای (به فرانسوی: Avenay) یک کمون در فرانسه است که در کالوادوس واقع شده‌است. آونای ۵٫۶۲ کیلومتر مربع مساحت دارد ۹۰ متر بالاتر از سطح دریا واقع شده‌است.

## خواهرخوانده
شهر یوهانسبرگ (بایرن) خواهرخواندهٔ آونای هست.